# 안토니오 포가차로

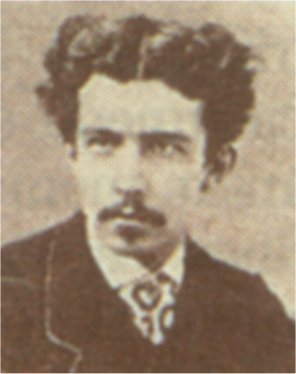
안토니오 포가차로

안토니오 포가차로(이탈리아어: Antonio Fogazzaro, 1842년 ~ 1911년)는 이탈리아의 소설가·시인이었다.
포가차로는 이탈리아 북부 비첸차에서 태어났다. 법학을 공부하여 한때 변호사가 되었으나 1866년 결혼 후에는 문학에 전념하였다. 고향에서 세상을 떠났다. 강렬한 관능성과 진지한 기독교 정신을 아울러 갖고 있던 관계로 영육(靈肉)의 문제에 고민하였다. 처음에는 경건하며 자연미를 사랑하는 시인으로 출발하여, 첫 작품 <미란다>(1874년)는 목가적 서사시로서 호평을 받았다. 그의 부친도 일독 후 감동한 나머지 아들의 문학 정진을 허락하였다고 한다. 소설의 제1작인 <말롱브라>(1881년)에서는 심령학적 현상을 믿고 발광하여 연인을 살해하는 여인상을 그려 일찍이 그 특성을 발휘하였다. 제2작인 <다니엘레 코르티스>(1885년)에서는 맺어질 수 없는 남녀의 대립을 묘사하였고, 주저 <오랜 작은 세계>(1895년)는 남녀간의 상극을 취급하여 사랑하는 자식의 익사와 전쟁의 개시로 화해에 이른다는 줄거리이다. 어느 작품에서나 호반의 자연미를 배경으로 주역의 주변 인물을 유머러스하게 묘사하여 만초니의 전통을 계승하였다고 말해진다. <성도(聖徒)>(1905년)는 과학과 종교와의 조화뿐만 아니라 가톨릭 교회의 개혁을 주장하여 그로 인해 교황청으로부터 금서 처분을 받고 저자는 파문되었다.